# Jesús Fernández (Fußballspieler)
Jesús Fernández Collado (* 11. Juni 1988 in Madrid), kurz Jesús Fernández oder einfach nur Jesús, ist ein spanischer Fußballtorwart.

## Vereinskarriere
Jesús Fernández begann seine Laufbahn in der Jugend des Madrider Vereins AD Unión Adarve. Mit 16 Jahren gelangte er in die Nachwuchskategorien vom FC Villarreal, wo er zwei Saisons verbrachte, bevor er für eine weitere Spielzeit in die Juniorenabteilung des FC Getafe wechselte. Im Sommer 2007 verpflichtete CD Numancia den damals 19-Jährigen für deren B-Mannschaft.
Sein Debüt im Profikader der Kastilier, die zu diesem Zeitpunkt in der Segunda División spielten, feierte Jesús am 22. Mai 2010 gegen Real Unión Irún. Insgesamt brachte er es in jener Spielzeit auf fünf Einsätze in der ersten Mannschaft.
Im Sommer 2010 verpflichtete Real Madrid den Torhüter für die Zweitmannschaft Real Madrid Castilla. Hier sicherte er sich zu Beginn einen Platz in der Startformation und verlor diesen erst zu Saisonende an Tomás Mejías. Am 21. Mai 2011 bestritt er gegen UD Almería sein erstes Match für den A-Kader der „Königlichen“, als er in der 78. Minute für Jerzy Dudek eingewechselt wurde. In seiner zweiten Spielzeit bei Real Madrid Castilla brachte er es auf 21 Einsätze und teilte sich erneut die Stammtorhüterposition mit Tomás Mejías. Seiner Mannschaft gelang nach einer starken Saison, in der der Meistertitel in der Segunda División B glückte, der Aufstieg in die Segunda División.
Zur Spielzeit 2012/13 ging Jesús als dritter Torwart in den Kader der ersten Mannschaft über.
Zur Spielzeit 2014/15 wechselte Fernández zu UD Levante. Er unterschrieb einen Zweijahresvertrag.

## Erfolge
- UEFA Champions League: 2014
- Spanischer Pokalsieger: 2014
- Spanischer Supercupsieger: 2012